# Milan Rapaić
Milan Rapaić (ur. 16 sierpnia 1973 w Novej Gradišce) – chorwacki piłkarz grający na pozycji napastnika lub bocznego pomocnika.

## Kariera klubowa
Rapaić, pomimo że urodził się na północy Chorwacji w kraine Brod-Posavina, to zaczynał karierę w Hajduku Split. Początkowo grał tam w drużynach młodzieżowych. Potem, gdy stworzono lige chorwacką w 1991 roku trafił do pierwszej drużyny Hajduka, który kompletował skład na premierowy sezon. W lidze Rapaić zadebiutował pod koniec sezonu w 1992 roku. W Hajduku spędził 5 lat do roku 1996, kiedy to sprzedano go do włoskiej Perugii. Z drużyną „Białych” trzykrotnie został mistrzem Chorwacji (1992, 1994 i 1995). Przez polskich kibiców został zapamiętany, gdy zdobył bramkę w Warszawie, kiedy to Hajduk wyeliminował Legię Warszawa w kwalifikacjach do Ligi Mistrzów, Hajduk wygrał to spotkanie 1:0, a w rewanżu w Splicie aż 4:0 i wtedy Rapaić zdobył gola na 3:0.
W Perugii Rapaić był zawodnikiem pierwszej jedenastki, gdzie w linii pomocy grał m.in. z Gennaro Gattuso. Do linii ataku został przesunięty w sezonie 1998/1999, a klub dodatkowo wzmocnił się Japończykiem Hidetoshi Nakatą i Ekwadorczykiem Ivanem Kaviedesem, który został nowym partnerem Rapaicia w ataku. Rapaić z Perugii odszedł latem 2000 roku. Przeszedł wówczas do tureckiego Fenerbahçe SK. Pierwszy sezon dla Milana był bardzo udany – był jednym z najlepszych strzelców zespołu, a Fenerbahçe zdobyło tytuł mistrza Turcji. W następnych sezonach Rapaiciowi szło coraz gorzej – doznawał kontuzji oraz ze względu na konkurencję w ataku stracił miejsce w składzie. Toteż w styczniu 2003 powrócił na rundę wiosenną do Hajduka, a latem tamtego roku ponownie wrócił do Włoch, tym razem do Ancony Calcio. Zespół ten jednak okazał się najsłabszym w Serie A i przez cały sezon wygrał raptem 2-krotnie i z 13 punktami spadł do Serie B, a Rapaić po sezonie odszedł do swojego obecnego klubu, belgijskiego Standardu Liège, z którym zdobył wicemistrzostwo Belgii w 2006 roku. W 2007 roku Rapaić podpisał kontrakt z NK Trogir.
| Sezon   | Klub           | Kraj      | Rozgrywki                      | Mecze | Bramki |
| ------- | -------------- | --------- | ------------------------------ | ----- | ------ |
| 1991/92 | Hajduk Split   | Chorwacja | Prva HNL                       | 2     | 0      |
| 1992/93 | Hajduk Split   | Chorwacja | Prva HNL                       | 17    | 4      |
| 1993/94 | Hajduk Split   | Chorwacja | Prva HNL                       | 25    | 8      |
| 1994/95 | Hajduk Split   | Chorwacja | Prva HNL                       | 15    | 2      |
| 1995/96 | Hajduk Split   | Chorwacja | Prva HNL                       | 25    | 6      |
| 1996/97 | AC Perugia     | Włochy    | Serie A                        | 31    | 4      |
| 1997/98 | AC Perugia     | Włochy    | Serie A                        | 28    | 5      |
| 1998/99 | AC Perugia     | Włochy    | Serie A                        | 34    | 9      |
| 1999/00 | AC Perugia     | Włochy    | Serie A                        | 28    | 2      |
| 2000/01 | Fenerbahçe SK  | Turcja    | Turecka Superliga Piłkarska    | 29    | 11     |
| 2001/02 | Fenerbahçe SK  | Turcja    | Turecka Superliga Piłkarska    | 16    | 3      |
| 2002/03 | Fenerbahçe SK  | Turcja    | Turecka Superliga Piłkarska    | 6     | 1      |
| 2002/03 | Hajduk Split   | Chorwacja | Prva HNL                       | 11    | 3      |
| 2003/04 | Ancona Calcio  | Włochy    | Serie A                        | 13    | 4      |
| 2004/05 | Standard Liège | Belgia    | Eerste Klasse                  | 20    | 5      |
| 2005/06 | Standard Liège | Belgia    | Eerste Klasse                  | 18    | 7      |
| 2006/07 | Standard Liège | Belgia    | Eerste Klasse                  | 22    | 3      |
| 2007/08 | NK Trogir      | Chorwacja | Treća HNL                      |       |        |
|         |                |           | Łącznie w Prva HNL             | 95    | 23     |
|         |                |           | Łącznie w Serie A              | 134   | 24     |
|         |                |           | Łącznie w Tureckiej Superlidze | 51    | 15     |
|         |                |           | Łącznie w Jupiler League       | 50    | 15     |

## Kariera reprezentacyjna
W reprezentacji Chorwacji Rapaić zadebiutował 20 kwietnia 1994 roku w przegranym 1:4 meczu z reprezentacją Słowenii. Rapaić 2-krotnie grał na wielkich imprezach. Rozegrał 2 mecze na Mistrzostwach Świata w 2002, kiedy to zdobył zwycięską bramkę w meczu z reprezentacją Włoch. Druga z tych imprez to Euro 2004, na których Rapaić rozegrał 3 mecze i zdobył jedną bramkę (z Francją z rzutu karnego). Ogółem w reprezentacji Chorwacji rozegrał 45 meczów i zdobył 5 bramek (stan na 1 sierpnia 2006). Obecnie Rapaić znajduje się poza kadrą A.